# Molat
Molat je otok sjevernom dijelu Zadarskog otočja. Pruža se u dinarskom smjeru sjeverozapad-jugoistok. Smješten je između Virskog mora i otvorene pučine Jadranskog mora na sjeverozapadu.

## Geografski položaj i obilježja
Od otoka Ista na sjeveru dijeli ga 155 m širok kanal i svega 6 m dubok. Jugoistočno od Molata je otok Sestrunj od kojeg je odijeljen Sestrunjskim kanalom, a od Dugog otoka na jugozapadu ga dijeli široki prolaz Maknare, dubine 44 m. Najveća duljina otoka u smjeru sjeverozapad-jugoistok iznosi 11,1 km. Najsjevernija točka otoka Molata je Rt Gomilica, najjužnija Rt Žaplo, najzapadnija Rt Šibinjski, a najistočnija je Stopanji rt.
Najviši su vrhovi Lokardenik (148 m), Knežak (141 m), Triskavac (134 m), Kunšćak (130 m), Bonaster (127 m), Oštri vrh (121 m) i Lovrić (114 m).
Obale Molata su razvedene (razvedenost 3,87) i raznolike. Na sjeveroistočnoj obali od rta Gomilice prema jugoistoku nižu se uvale Vranač, Soline, Draga, Zarljan, Vodomarka, Kastrul, Lipić, Mladin, Pržina, Jazi, Jazić i Vapojni. Prema jugoistoku okrenute su uvale Konopljička, Sabuša, Trimuli i Zorljevica, a na jugozapadu su uvale Šibinjski, Kudina, Prisika, Luka, Vrulje, Studena, Zagračina, Podgrblje, Lučina, Jakinska, Lipišnjak i Brguljski zaljev i velika prirodna luka otoka Zapuntel. Neke su uvale pješčane npr. Jazi, Vapojni, Konopljika i Sabuša.
Zaokruženi morski prostor s južne strane Molata, prema kojem se otvara široki Brguljski zaljev ili Molašćica, najveći zaljev na otoku, između Molata, Tuna Malog, Tuna Velog, Zverinca, Dugog Otoka, Bršćaka i Golca, sve češće se u literaturi naziva Sedmovraće zbog 7 morskih prolaza među navedenim otocima. Neosporno najveće značenje u ovom dijelu imaju prolazi Maknare i Velo Žaplo koji, s dubinama većim od 40 metara omogućuju prolaz najvećim brodovima do Zadarskog kanala i Zadra.

## Biljni i životinjski svijet
Nakon stoljeća uništavanja biljnog pokrova vazdazelene šume hrasta crnike današnje vrijeme pada broja stanovnika otoka obilježava prirodna obnova vegetacije. Još uvijek je to pretežno niska makija (1,5 do 2 m visine), djelomično visoka makija (2 do 4 m visine) i monokulturni šumarci alepskog bora (Pinus halepensis) posađeni u prvoj polovici dvadesetog stoljeća koji se samoniklo šire. Na otoku rastu hrast crnika (Quercus ilex), planika ili mukinja (Arbutus unedo), zelenika (Phillyrea latifolia) mastrinka (Olea oleaster), smrdljika (Pistacia terebinthus), tršlja (Pistacia leuticus), tršljika (Rhamnus alternus), lemprika (Viburnum tinus), brnistra (Spartium junceum), smrča (Juniperus phoenicea), pukinja (Juniperus macrocarpa), lovor (Laurus nobilis) itd. U uvali Konopljika očuvane su veće skupine starijih primjeraka konopljike (Vitex agnus castus).
Životinjski svijet Molata nalikuje životinjskom svijetu ostalih jadranskih otoka. Možda je posebnost da su jarebica kamenjarka (Alectoris graeca) i divlji kunić (Oryctolagus cuniculus) gotovo posve nestali nakon što su na otok kao lovna divljač doneseni fazani (Phasianus colhicus) i zečevi.

## Povijest
Molat je naseljen od starijeg kamenog doba. Na Ledenicama kod Zapuntelske luke, na krajnjem sjevernom dijelu otoka, u Zapuntelskom polju i istočno od sela Molat pronađeno je više kremenih predmeta iz tog doba.
Prema imenu otoka može se zaključiti da ga je naseljavalo i predindoeuropsko stanovništvo u neolitiku. Taj oblik naziva je rasprostranjen po Sredozemlju: Mljet, Malta (otočić kod Velog Drvenika, otok južno od Sicilije, zaselak kod Zadra) i dr.
Iz brončanog doba nema nalaza. Iz željeznog doba ostale su četiri ilirske gradine: Lokardenik, Gračina, Straža i Knežak. U okviru gradina pronađeni su predmeti od pečene zemlje, kremeni predmeti, ručni žrvnjevi, ostaci prehrane (kosti, puževi i školjke). Nađeno je i 8 kamenih grobnih gomila (tumula). Na Gračini kod Brgulja nađene su keramičke posude uvezene iz Južne Italije.
U rimsko doba, domaće liburnsko stanovništvo živjelo je prilično autohtono. O postojaju romanskog stanovništva svjedoče toponimi: Karstul, Bavkul, Maknare, Tramerka, Brgulje i dr.
Po dolasku, između sedmog i desetog stoljeća, Hrvati su postupno asimilirali domaće stanovništvo. U to se vrijeme pojavljuju i prvi zapisi o otoku. Najstariji navodi Konstantin Porfirogenet oko 950. godine. Pod nazivom Melata spominje se 1073., 1151., 1195., 1381. itd. Zapuntel se prvi put spominje 1450. kao luka Sanpontello, a Brgulje se prvi put spominju 1527. kad je izvršen prvi mletački popis stanovništva.
Otok je zahumski knez Desa 1151. darovao samostanu sv. Krševana iz Zadra. Stare karte iz 1320. i 1321. spominju Molat kao veliku luku Svete Marije (danas Lučina) koja je bila važna postaja na putu od Istre i Osora prema Zadru.
Nakon osvajanja Zadra od Mlečana 1409. Molat postaje venecijansko vlasništvo i iznajmljuje se. Prvih 250 godina unajmitelji otoka su se relativno često mijenjali. Nisu vodili računa o interesima stanovništva već su nastojali postići što je moguće veći profit prvenstveno sječom šume. Zadarski je plemić Zuane Piccardi 1634. uveo zabranu sječe drveta za stanovništvo (i najmanje količine) uz kaznu od 25 dukata. Najduže se zadržala zemljoposjednička obitelj Lantane od 1640. do kraja devetnaestog stoljeća kad su prodali posjed obitelji Abelić. Lantane su dva stoljeća uz pomoć povjerenika, dvornika, gastalda i pudara s otoka izvlačili četvrtine, sedmine i desetine u proizvodima. Povremeno su živjeli u maloj, visokim zidom ograđenoj palači u selu Molatu (izgrađena 1664., nakon drugog svjetskog rata se do 1990. koristila kao restoran, danas je zapuštena). Glavni je proizvod bilo vino, a dobivali su i ulje, žito, grah, leću, smokve, sir, rakiju, kože, ribu i dr. Nadglednici (i Lantana i Abelića) stajali su na raskrižjima seoskih puteva u vrijeme jematve, bilježili prihod i upućivali kmetove koje proizvode trebaju odnijeti u skladišta zemljoposjednika.
Otočane su pljačkali uskoci i razni drugi pirati, o pokušajima zaštite svjedoče i toponimi Straža i Stražica. Zabilježeno je da su Turci opljačkali otok 1571., a 1684. su u ropstvo odveli 20 stanovnika. Početkom devetnaestog stoljeća engleski «službeni» gusari su nekoliko puta napali otok, npr. 1810. su opljačkali i zapalili kuću zapuntelskog župnika.
Težaci su se 1666. generalnom providuru u Zadru žalili na prerepresivne mjere zemljoposjednika, ali su spor izgubili. Nameti su postali još viši. Između dva svjetska rata ukinuto je kmetstvo na otoku (o tome svjedoči spomen-ploča na zvoniku mjesne crkve u selu Molatu iz 1937.). Godine 1926. izgrađen je Kulturni dom, 1933. utemeljena je Knjižnica, 1937. na otoku je živjelo najviše ljudi (1083) u cijeloj njegovoj poznatoj povijesti.
Tijekom Drugoga svjetskog rata 1942. talijanski fašisti na Molatu u uvali Jazi osnovali logor kroz koji je prošlo 20.000 ljudi, a 350 ih je ubijeno.
Nakon Drugog svjetskoga rata stanovništvo se otoka raseljava, manji broj ljudi bavi se turizmom, ribarstvom i vrlo malo poljodjeljstvom. Danas je osnovna škola (otvorena 1880.) zatvorena, na otoku nema djece.

## Promet
Promet na otoku nije zabranjen: dozvoljeno je prometovanje unutar i među naseljima. Ceste su gradili stanovnici i ljudi koji tamo imaju kuće za odmor, a međumjesna cesta je investicija države. Udaljenost između mjesta Brgulje i Molat te Zapuntel i Molat je 2, tj. 7 kilometara.

## Gospodarstvo
Pored mediteranske zemljoradnje, u privredi otoka veće značenje ima turizam, ovčarstvo i ribarstvo.
Mjesto Molat ima dvije trgovine, pekarnu, muzej i nekoliko ugostiteljskih objekata, igralište.

## Stanovništvo
U unutrašnjosti otoka nalaze se naselja Molat, Zapuntel i Brgulje.
Apsolutno većinsko i jedino autohtono stanovništvo otoka su Hrvati.

## Vanjske poveznice
|  | Zajednički poslužitelj ima još gradiva o temi Molat |